# Jaera (Jaera) albifrons
Jaera (Jaera) albifrons là một loài chân đều trong họ Janiridae. Loài này được Leach miêu tả khoa học năm 1814.